# 133

## Родени
- Атинагор – древногръцки философ
- 30 януари, Дидий Юлиан – римски император